# اچ‌دی ۱۳۱۴۷۳
اچ‌دی ۱۳۱۴۷۳ یک ستاره است که در صورت فلکی گاوران قرار دارد.